# Désiré Bastareaud
Pour les articles homonymes, voir Bastareaud.
Désir Bastareaud, dit Désiré Bastareaud, est un acteur français né le 1er juillet 1953 à Pointe-à-Pitre et mort le 24 février 2005 à Geville.

Il est surtout connu pour avoir interprété le personnage de Giant Coocoo dans la série Le Miel et les Abeilles.

## Biographie
Malgré sa taille (1,22 m), Désiré Bastareaud veut devenir comédien. Un cirque dont la tournée passe par les Antilles l'embauche pour donner la réplique à un clown dans son numéro. Arrivé à Paris où la tournée de ce spectacle se termine, il passe des castings et apparaît dans des publicités avant d'intégrer en 1974 la troupe des 25 nains qui entoure Andréa Ferréol dans La Princesse Turandot,.
De 1975 à 1991, il joue dans de nombreux films pornographiques, sous la direction notamment de Claude Pierson, Gérard Kikoïne ou Alain Payet. C'est par ailleurs dans un film de ce dernier, L'inconnue,  qu'il tourne une scène avec Catherine Ringer, la chanteuse du groupe Les Rita Mitsouko,. Parallèlement, il participe à des films du cinéma traditionnel dans des réalisations de Jean-Pierre Mocky, Patrick Schulmann, Jean Luret et Christian Lara.
En 1987, il apparaît dans le clip Quel souci la Boétie de Claudia Phillips (aux côtés de Mimie Mathy).
Par la suite, il va avoir plusieurs collaborations avec AB Productions. En 1987, Il apparaît dans quatre épisodes de la série télévisée Les Aventures de Dorothée : Un AMI sur TF1. Il participe l'année suivante au clip Attention Danger de Dorothée. En 1993, la société AB Productions lui propose de rejoindre le casting de la série Le Miel et les Abeilles pour interpréter le rôle de Giant Coocoo. Ce rôle lui permet de connaître une notoriété importante grâce au succès de cette série. Après la fin de ce programme, il obtient un rôle dans la série Les Nouvelles Filles d'à côté. Après être apparu dans le clip La honte de la famille de Dorothée en 1996 et lors des vacances d'été du Club Dorothée l'année d'après, sa carrière périclite et ses apparitions se font rares. En 1997, il est présent dans le clip de la chanson de Stomy Bugsy, Mes forces décuplent quand on m’inculpe. En 2002, il a un rôle dans la comédie musicale Le Petit Prince.
Il meurt dans un accident de voiture à Geville, le 24 février 2005,.

## Filmographie

### Films classiques
- 1977 : Le Roi des bricoleurs de Jean-Pierre Mocky
- 1978 : Petits bateaux dans la tempête de Solange Michoulier (court-métrage)
- 1979 : Et la tendresse ? Bordel ! de Patrick Schulmann (crédité comme Désir Dataro)
- 1980 : Mamito de Christian Lara : Polo
- 1983 : Adieu foulards de Christian Lara : Raymond
- 1984 : Adam et Ève de Jean Luret : le livreur
- 1994 : Le Ballon d'or de Cheik Doukouré : Un gars gentil

### Films pornographiques
- 1975 : J’ai droit au plaisir de Claude Pierson
- 1977 : La nymphomane perverse de Claude Pierson
- 1977 : Qui m'aime me suce de Maxime Debest
- 1978 : Inonde mon ventre de Maxime Debest et Jean Lefait
- 1978 : Roulette d'Alan Vydra : Balthasar
- 1978 : Les gourmandes de sexe d'Alain Payet (crédité comme Désir Bastareaud)
- 1978 : La bête et la belle de Charles Webb : le faune
- 1979 : Nadia la jouisseuse d'Alain Payet (crédité comme Désir Bastareau)
- 1979 : Initiation au collège de Gérard Kikoïne
- 1979 : Barmaids à jouir d'Alain Payet : Désir le barman
- 1980 : Les petites garces de Gérard Loubeau : le prêtre voyeur
- 1980 : Clinique pour soins très spéciaux d'Alain Payet (crédité comme Désir Bastareaud)
- 1982 : First pénétration d'Alain Payet
- 1982 : L'inconnue d'Alain Payet : le président
- 1982 : Crazy Girls de Gérard Kikoïne : le maître de cérémonie
- 1985 : La baise américaine de Claude Pierson : John Prick
- 1985 : La doctoresse a de gros seins d'Alain Payet
- 1986 : Bien au chaud entre deux petites fesses de Claude Pierson
- 1987 : Le nain assoiffé de perversité de Pierre B. Reinhard
- 1990 : Gâteries anales pour croupes voraces d'Alain Payet (crédité comme Arthur Bastar)
- 1990 : La comtesse est une pute d'Alain Payet : le gardien
- 1991 : Les lolos de la pompiste d'Alain Payet : un client

### Télévision
- 1987 : Les Aventures de Dorothée : Un AMI (crédité comme Désir Bastard)
- 1993-1997 : Le Miel et les Abeilles : Giant Coocoo
- 1996 : Les Nouvelles Filles d'à côté : Olaf Pouchkine (crédité comme Désir Bastareaud)
- 1996 : Club Dorothée vacances : Le garde-champêtre de Bonheur City
- 1997 : Club Dorothée vacances : Le roi Richard Cœur de lion

### Clips
- 1987 : Quel souci la Boétie de Claudia Phillips
- 1988 : Attention danger de Dorothée
- 1990 : Excalibur de William Sheller
- 1996 : La honte de la famille de Dorothée
- 1997 : Mes forces décuplent quand on m’inculpe de Stomy Bugsy

## Théâtre
- 1974 : La Princesse Turandot, mise en scène Lucian Pintilie, Théâtre de la Gaîté-Lyrique
- 2002 : Le Petit Prince (comédie musicale), mise en scène Jean-Louis Martinoty, Casino de Paris